# Андалып
Андалып (туркм. Andalyp) — город в Туркменистане, в Акдепинском этрапе Дашогузского велаята. Назван в честь классика туркменской литературы XVII-XVIII вв. Нурмухамеда Андалиба.

## История
Посёлок городского типа Ильялы являлся административным центром Ильялинского района Ташаузской области Туркменской ССР. В 1990-х годах он был переименован в Йыланлы и получил статус города. В 2004 году переименован в Гурбансолтан-Эдже в честь матери Сапармурата Ниязова.
В июне 2016 года постановлением Меджлиса Туркменистана Гурбансолтан-Эдже этрапа имени Гурбансолтан-эдже отнесён к категории города в этрапе. Одновременно в состав города были включены село Хазарасп генгешлика Алтын топрак, сёла Гарамерген, Депмечи генгешлика имени Нурмухаммеда Андалыпа.
9 ноября 2022 года, в связи с ликвидацией этрапа имени Гурбансолтан-эдже, центром которого был Гурбансолтан-Эдже, вошёл в состав Акдепинского этрапа. Одновременно город Гурбансолтан-Эдже был переименован в Андалып.

## География
Расположен в 25 км западнее г. Дашогуз, с которым соединён автодорогой. Стоит на канале Шават на севере Туркменистана.

## Население
Население Андалыпа — 27 455 человек (2010 год).
| Год       | 1959 | 1970 | 1979   | 1989   | 2010   | 2022   |
| --------- | ---- | ---- | ------ | ------ | ------ | ------ |
| Население | 5308 | 8922 | 12 206 | 16 936 | 27 455 | 36 594 |

## Экономика
В городе находится хлопкоочистительный завод.